# Colegio Santo Tomás de Aquino (Córdoba)
El Colegio Santo Tomás de Aquino es un colegio católico de los Padres Escolapios, en Córdoba, Argentina. Imparte enseñanza en los siguientes ciclos del Sistema Educativo de Argentina:
- Educación Inicial
- Educación primaria
- Educación secundaria con las especialidades de Ciencias Sociales, Ciencias Naturales y Economía y Gestión de las Organizaciones.

Su itinerario se funda en los ejes vertebradores de Piedad y Letras, buscando la formación de la persona en el santo temor de Dios, el saber y las buenas costumbres

## Historia
El Colegio Santo Tomás de Aquino se fundó el 10 de junio de 1883 por la Sociedad de la Juventud Católica de Córdoba que encargó su construcción a la Compañía de Jesús. El 1 de junio de 1884 se colocó la piedra fundamental con la bendición del vicario Jerónimo Emiliano Clara. Los planos se encargaron al arquitecto español Mariano Güell. En 1884 había sido sancionada la primera ley de educación universal, obligatoria, gratuita y laica (Ley 1420 de Educación) durante el mandato de Julio Argentino Roca con una gran oposición proveniente de la Iglesia Católica tanto a través del clero local como de la Santa Sede a través del nuncio papal. Esta ley fomento la presión por empezar lo antes posible con la actividad educativa católica en el colegio, como a fines de 1889 ya estaba en condiciones de empezar su actividad se acordó entregar la dirección del colegio a los Padres Lacorderistas por el plazo de seis años. El 18 de marzo de 1890, tuvo lugar la inauguración, presidida por el obispo de Córdoba, monseñor Fray Reginaldo Toro. Los Lacorderistas estuvieron a cargo hasta fines de diciembre de 1892. Fue entonces cuando Monseñor Toro decidió ofrecer la dirección a los Padres Escolapios que se encontraban desde 1891 en Buenos Aires y que ya habían abierto el Colegio Calasanz. En marzo de 1894 reabrieron el colegio siendo rector el P. Isidro Marsal.

## Exalumnos destacados
- Gustavo Martínez Zuviría, Político y escritor, Ministro de Educación en 1944 durante el gobierno de facto de Pedro Pablo Ramírez
- Efraín Bischoff Reconocido historiador argentino
- Chichilo Viale Humorista argentino
- Flaco Pailos Humorista argentino
- Carlos Di Fulvio Reconocido folclorista argentino
- Carlos Alberto Rossi Senador de la Nación por la provincia de Córdoba en el período 2003-2009[3]
- Pablo Sigismondi Reconocido geógrafo argentino, fotógrafo de numerosas revistas especializadas[4]
- Genaro Fessia Reconocido jugador de Rugby que se destaca en Europa.
- Claudio Riaño Futbolista profesional.
- Luis Guillermo Martínez Villada, Doctor en Derecho por la Universidad Nacional de Córdoba, y profesor de Sociología en la Facultad de Derecho de dicha Universidad. Su actividad dio origen a la creación de la actual Facultad de Filosofía y Humanidades de la mencionada Universidad, en la década de 1940.
- José Miguel D´Antona Abogado reconocido